# Australia w Konkursie Piosenki Eurowizji Junior
Australia zadebiutowała w Konkursie Piosenki Eurowizji Junior w 2015 roku. Od 2017 konkursem w kraju zajmował się nadawca Australian Broadcasting Corporation (ABC), a w latach 2015–2016 za udział był odpowiedzialny nadawca Special Broadcasting Service (SBS). 
Najwyższym wynikiem kraju w konkursie jest trzecie miejsce, które w 2017 i 2018 zajęły Isabella Clarke z piosenką „Speak Up” oraz Jael Wena z piosenką „Champion”.

## Historia Australii w Konkursie Piosenki Eurowizji Junior

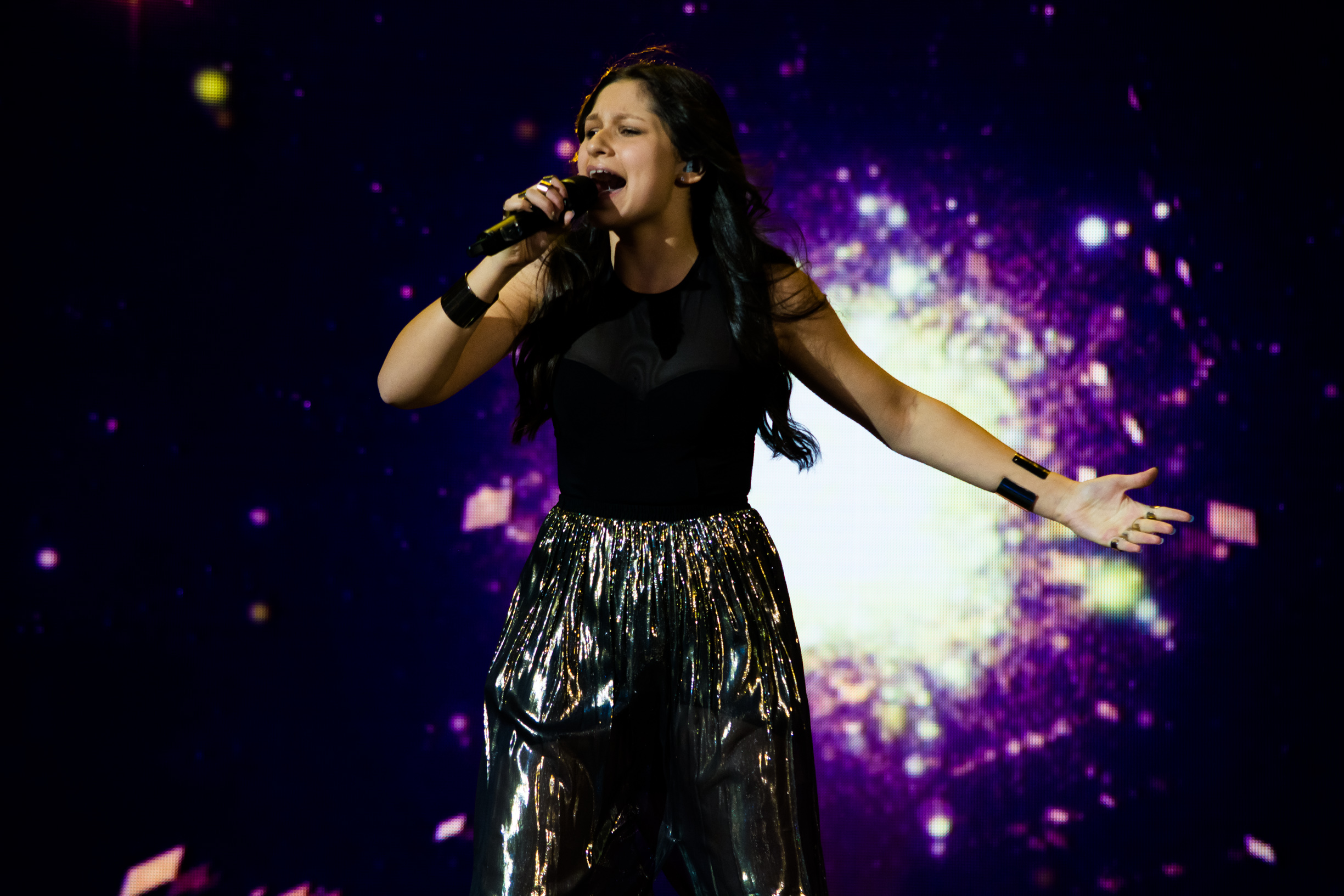
Bella Paige podczas występu w Sofii

### Konkurs Piosenki Eurowizji Junior 2015
7 października 2015 australijski nadawca Special Broadcasting Service (SBS) ogłosił, że zadebiutuje w 13. Konkursie Piosenki Eurowizji Junior. SBS wewnętrznie wybrało Bellę Paige jako pierwszą reprezentantkę w konkursie, z piosenką „My Girls”. Australia wystartowała 21 listopada 2015 roku w finale z 6. numeru startowego, będąc przed Holandią i po Irlandii, gdzie finalnie ukończyła z 8. miejscem zdobywając 64 punkty. Jest to dotychczas najgorszy wynik Australii w historii.

### Konkurs Piosenki Eurowizji Junior 2016
12 września australijski nadawca SBS ogłosił, że weźmie udział w 14. Konkursie Piosenki Eurowizji Junior. Nadawca ponownie zdecydował, że wybierze wewnętrznie swojego reprezentanta. 29 września 2016 ogłoszono, że Alexa Curtis została wybrana na reprezentantkę z piosenką „We Are”. Alexa wystąpiła czternasta w kolejności i zajęła 5. miejsce z dorobkiem 202 punktów.

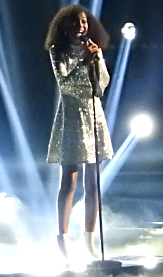
Jael Wena podczas występu w Mińsku

### Konkurs Piosenki Eurowizji Junior 2017
31 lipca australijski nadawca ponownie potwierdził udział w 15. Konkursie Piosenki Eurowizji Junior, który został rozegrany w Gruzji. 10 września ogłoszono, że na reprezentantkę została wybrana 13-letnia Isabella Clarke z utworem „Speak Up!”. Ostatecznie w finale konkursu zajęła 3. miejsce zdobywszy łącznie 172 punkty, w tym 79 od widzów (3. miejsce) i 93 od jury (3. miejsce).

### Konkurs Piosenki Eurowizji Junior 2018
1 września na reprezentantkę kraju została wybrana 12-letnia Jael Wena z utworem „Champion”. Jael wystąpiła jako dwunasta w kolejności startowej i zajęła trzecie miejsce, zdobywając łącznie 201 punktów, w tym 53 punkty od widzów (9. miejsce) oraz 148 punktów od jury (1. miejsce).

### Konkurs Piosenki Eurowizji Junior 2019
2 września australijski nadawca ABC wyjawił, że Jordan Anthony będzie reprezentował Australię w 17. Konkursie Piosenki Eurowizji Junior z utworem „We Will Rise”. Reprezentant wystąpił jako pierwszy w kolejności i zajął ósme miejsce z wynikiem 121 punktów, w tym 39 punktów od widzów (13. miejsce) oraz 82 punkty od jury (7. miejsce).

### Konkurs Piosenki Eurowizji Junior 2020–2025: Brak udziału
15 lipca 2020 roku australijski nadawca ABC wyjawił, iż ze względu na pandemię wirusa SARS-CoV-2 nie weźmie udziału w konkursie, jednocześnie nadawca wyraził nadzieję na powrót za rok.
7 sierpnia 2021 nadawca Special Broadcasting Service (SBS), który zajmował się organizacją konkursu w latach 2015–2016 potwierdził, że trwają rozmowy, które mogłyby umożliwić powrót Australii do udziału w konkursie po roku przerwy. Miesiąc później nadawca Australian Broadcasting Corporation (ABC), który odpowiadał za udział Australii w latach 2017–2019, potwierdził, że nie weźmie udziału w konkursie. Dwa dni później nadawca SBS także poinformował, że nie weźmie udziału z powodu obostrzeń, które zmuszałyby Australię do udziału zdalnie. Ostatecznie Australia nie mogła wziąć udziału z powodu braku chętnego nadawcy.
18 kwietnia 2022 roku australijski nadawca Australian Broadcasting Corporation (ABC) poinformował, że nie zajmie się organizacją powrotu kraju do udziału w konkursie w 2022, pozostawiając przy tym możliwość udziału z ramienia innego nadawcy należącego do EBU – SBS. 4 sierpnia 2022 Special Broadcasting Service (SBS) również wykluczył udział w konkursie nie podając powodu swojej decyzji.

## Uczestnictwo
Australia uczestniczyła w Konkursie Piosenki Eurowizji Junior w latach 2015–2019. Poniższa tabela uwzględnia nazwiska wszystkich australijskich reprezentantów, tytuły konkursowych piosenek i języki w których były śpiewane oraz wyniki w poszczególnych latach.
| Rok                        | Artysta         | Piosenka       | Język     | Miejsce | Punkty |
| -------------------------- | --------------- | -------------- | --------- | ------- | ------ |
| 2015                       | Bella Paige     | „My Girls”     | angielski | 8       | 64     |
| 2016                       | Alexa Curtis    | „We Are”       | angielski | 5       | 202    |
| 2017                       | Isabella Clarke | „Speak Up!”    | angielski | 3       | 172    |
| 2018                       | Jael Wena       | „Champion”     | angielski | 3       | 201    |
| 2019                       | Jordan Anthony  | „We Will Rise” | angielski | 8       | 121    |
| Brak reprezentanta od 2020 |                 |                |           |         |        |

Legenda:
     1. miejsce
     2. miejsce
     3. miejsce

## Historia głosowania (2015–2019)
Poniższe tabele pokazują, którym krajom Australia przyznaje w finale najwięcej punktów oraz od których państw australijscy reprezentanci otrzymują najwyższe noty.
| Lp. | Kraj     | Punkty |
| --- | -------- | ------ |
| 1   | Malta    | 51     |
| 2   | Białoruś | 33     |
| 2   | Gruzja   | 33     |
| 3   | Armenia  | 28     |
| 4   | Irlandia | 19     |
| 5   | Rosja    | 18     |

| Lp. | Kraj     | Punkty |
| --- | -------- | ------ |
| 1   | Gruzja   | 44     |
| 2   | Holandia | 43     |
| 3   | Włochy   | 40     |
| 4   | Polska   | 37     |
| 5   | Irlandia | 34     |

## Komentatorzy i sekretarze
Spis poniżej przedstawia wszystkich australijskich komentatorów konkursu oraz krajowych sekretarzy podających punkty w finale.
| Komentatorzy i sekretarze z Australii              | Komentatorzy i sekretarze z Australii          | Komentatorzy i sekretarze z Australii |
| Rok                                                | Komentator                                     | Sekretarz                             |
| -------------------------------------------------- | ---------------------------------------------- | ------------------------------------- |
| Brak reprezentanta i transmisji w latach 2003–2012 |                                                |                                       |
| 2013                                               | Andre Nookadu i Georgia McCarthy               | Kraj nie brał udziału w konkursie     |
| 2014                                               | Andre Nookadu i Georgia McCarthy               | Kraj nie brał udziału w konkursie     |
| 2015                                               | Ash Londyn i Toby Truslove                     | Ellie Blackwell                       |
| 2016                                               | Brak komentatora                               | Sebastian Hill                        |
| 2017                                               | Pip Rasmussen, Tim Mathews i Grace Koh         | Liam Clarke                           |
| 2018                                               | Grace Koh, Pip Rasmussen i Lawrence Gunatilaka | Ksenia Galetskaya                     |
| 2019                                               | Pip Rasmussen, Drew Parker i Ava Madon         | Szymon                                |
| Brak reprezentanta i transmisji w latach 2020–2024 |                                                |                                       |